# Valvselet
Valvselet är en sjö i Luleå kommun i Norrbotten och ingår i Råneälvens huvudavrinningsområde. Sjön har en area på 0,0596 kvadratkilometer och ligger 118,3 meter över havet. Sjön avvattnas av vattendraget Bjurån.

## Delavrinningsområde
Valvselet ingår i det delavrinningsområde (734769-178709) som SMHI kallar för Ovan Kvarnbäcken. Medelhöjden är 139 meter över havet och ytan är 21,05 kvadratkilometer. Räknas de 7 avrinningsområdena uppströms in blir den ackumulerade arean 67,24 kvadratkilometer. Bjurån som avvattnar avrinningsområdet har biflödesordning 2, vilket innebär att vattnet flödar genom totalt 2 vattendrag innan det når havet efter 38 kilometer. Avrinningsområdet består mestadels av skog (91 procent). Avrinningsområdet har 0,06 kvadratkilometer vattenytor vilket ger det en sjöprocent på 0,3 procent.